# Homalocarpus nigripetalus
Homalocarpus nigripetalus là một loài thực vật có hoa trong họ Hoa tán. Loài này được (Clos ex Gay) Mathias & Constance mô tả khoa học đầu tiên năm 1965.